# 条叶唇柱苣苔
条叶唇柱苣苔（学名：Chirita ophiopogoides），为苦苣苔科唇柱苣苔属下的一个植物种。